# Zelotes humilis
Zelotes humilis este o specie de păianjeni din genul Zelotes, familia Gnaphosidae. A fost descrisă pentru prima dată de Purcell, 1907. Conform Catalogue of Life specia Zelotes humilis nu are subspecii cunoscute.